# Gundula Janowitz
 (juillet 2024).
Si vous disposez d'ouvrages ou d'articles de référence ou si vous connaissez des sites web de qualité traitant du thème abordé ici, merci de compléter l'article en donnant les références utiles à sa vérifiabilité et en les liant à la section « Notes et références ».
Gundula Janowitz est une artiste lyrique (soprano) d'origine allemande, naturalisée autrichienne, née le 2 août 1937 à Berlin.
Elle est l'une des chanteuses d'opéra les plus renommées du XXe siècle et a été particulièrement prééminente entre les années 1960 et 1980.

## Biographie
Elle se forme au conservatoire de Graz en violon dès l'âge de 7 ans avant d'apprendre le chant.
Elle fait ses débuts à l'Opéra d'État de Vienne en 1959 dans le rôle de Barberine des Noces de Figaro de Mozart sous la direction d'Herbert von Karajan, puis chante dans Parsifal au festival de Bayreuth. Enchaînant les rôles mozartiens, elle est invitée dès 1963 par Karajan au festival de Salzbourg, où elle chantera au fil des ans Donna Anna, la Comtesse et Fiordiligi qui la rendent célèbre. 
Outre Mozart, son répertoire comporte de nombreux rôles straussiens comme Ariane, d'Ariane à Naxos ou la Comtesse de Capriccio dont la tessiture et le caractère correspondent particulièrement à sa voix. Elle aborde également des rôles qui semblent a priori moins adaptés à sa personnalité comme Leonore dans Fidelio de Ludwig van Beethoven ou même, à la demande de Karajan, Sieglinde de La Walkyrie de Richard Wagner qu'elle enregistre dans la Tétralogie dirigée par le célèbre chef.
La pureté de son timbre, la maîtrise du souffle et le choix prudent de ses rôles en font une interprète exceptionnelle dans des œuvres telles que la Passion selon saint Matthieu de Bach, les Quatre derniers lieder de Richard Strauss, ou encore La Flûte enchantée (Pamina) de Mozart.  
Elle prend sa retraite après un ultime récital de lieder en l'honneur de Maria Callas à l'Odéon d'Hérode Atticus d'Athènes le 16 septembre 1999.

## Discographie partielle
- Jean-Sébastien Bach :
  - Oratorio de Noël - Karl Richter (dir.) - Archiv
  - Messe en si mineur - Herbert von Karajan (dir.) - Deutsche Grammophon
  - Passion selon saint Matthieu - Herbert von Karajan (dir.) - Deutsche Grammophon
- Ludwig van Beethoven :
  - Fidelio (Leonore) - Leonard Bernstein (dir.) -
  - Missa solemnis - Herbert von Karajan (dir.) - EMI / Deutsche Grammophon
  - Symphonie no 9 - Herbert von Karajan (dir.) - Deutsche Grammophon
- Johannes Brahms : Ein deutsches Requiem - Herbert von Karajan (dir.) - Deutsche Grammophon
- Christoph Willibald Gluck : Orphée et Eurydice - Karl Richter (dir.) - Deutsche Grammophon
- Georg Friedrich Haendel : Le Messie - Karl Richter (dir.) - Archiv
- Joseph Haydn :
  - La Création (l'ange Gabriel) - Herbert von Karajan (dir.) - Deutsche Grammophon
  - Les Saisons - Herbert von Karajan (dir.) - EMI
- Paul Hindemith : Das Marienleben - Gundula Janowitz - Irwin Gage (dir.) - Jecklin Disco
- Wolfgang Amadeus Mozart :
  - Airs de concert - Wilfried Boettcher (dir.) - Deutsche Grammophon
  - Così fan tutte (Fiordiligi) - Karl Böhm (dir.) - Deutsche Grammophon
  - La Flûte enchantée (Pamina) - Otto Klemperer (dir.) -
  - Les Noces de Figaro (la Comtesse) - Karl Böhm (dir.) - Deutsche Grammophon
  - Requiem - Karl Böhm (dir.) - Deutsche Grammophon
- Carl Orff : Carmina Burana - Eugen Jochum (dir.) - Deutsche Grammophon
- Franz Schubert : Lieder, Gundula Janowitz (chant), Irwin Gage (piano) - Deutsche Grammophon
- Richard Strauss :
  - Arabella  - Georg Solti (dir.) - Decca
  - Ariane à Naxos (Ariane) - Rudolf Kempe (dir.) - EMI
  - Capriccio (Madeleine) - Karl Böhm (dir.) - Deutsche Grammophon
  - Quatre derniers lieder - Herbert von Karajan (dir.) - Deutsche Grammophon
- Giuseppe Verdi : Don Carlo (Elisabeth) - Horst Stein (dir.) - Orfeo (live' Opéra de Vienne, 25/10/1970)
- Richard Wagner :
  - Le Crépuscule des dieux (Gutrune) - Herbert von Karajan (dir.) - Deutsche Grammophon
  - Lohengrin (Elsa) - Rafael Kubelik (dir.) -
  - Les Maîtres chanteurs de Nuremberg (Eva) - Rafael Kubelík (dir.) -
  - La Walkyrie (Sieglinde) - Herbert von Karajan (dir.) - Deutsche Grammophon
- Carl Maria von Weber : Der Freischütz (Agathe) - Carlos Kleiber (dir.) - Deutsche Grammophon